# Vincenzo Lojacono
Vincenzo Lojacono (* 18. Juli 1885 Palermo; † 1954) war ein italienischer Diplomat.

## Leben
Vincenzo Lojacono studierte Rechtswissenschaften und trat 1907 in den auswärtigen Dienst ein. 1909 war er Legationssekretär in London. 1911 wurde er im Kolonialministerium beschäftigt. Von 1913 bis 1915 war er Geschäftsträger in Lissabon. 1915 war er beim Militär. 1919 wurde er zum Legationsrat, 1923 zum Gesandten befördert. 1924 leitete er im Außenministerium eine Abteilung. 1929 wurde er zum Botschafter befördert. Von 1932 bis 1934 war er Botschafter in Ankara, Türkei. Von 1934 bis 1937 war er Botschafter in Nanjing, China. Von 1938 war er Botschafter in Rio de Janeiro, Brasilien. Von 1939 bis 1940 war er Botschafter in Brüssel, Belgien. 1948 wurde er in den Ruhestand versetzt.